# アドボ
アドボ（スペイン語、タガログ語：Adobo）とは、マリネを意味する単語。また、フィリピンの肉や野菜の煮込み料理の名称でもある。酢が使われることが多く、常温での保存性を高めた料理法であるといえる。語源はスペイン語で「マリネする」または「漬ける」を意味する動詞アドバル（adobar）である。「マリネした」や「漬けた」を意味する過去分詞形はアドバード（男性形：adobado）またはアドバーダ（女性形：adobada）となる。

## 概要

### スペインのアドボ

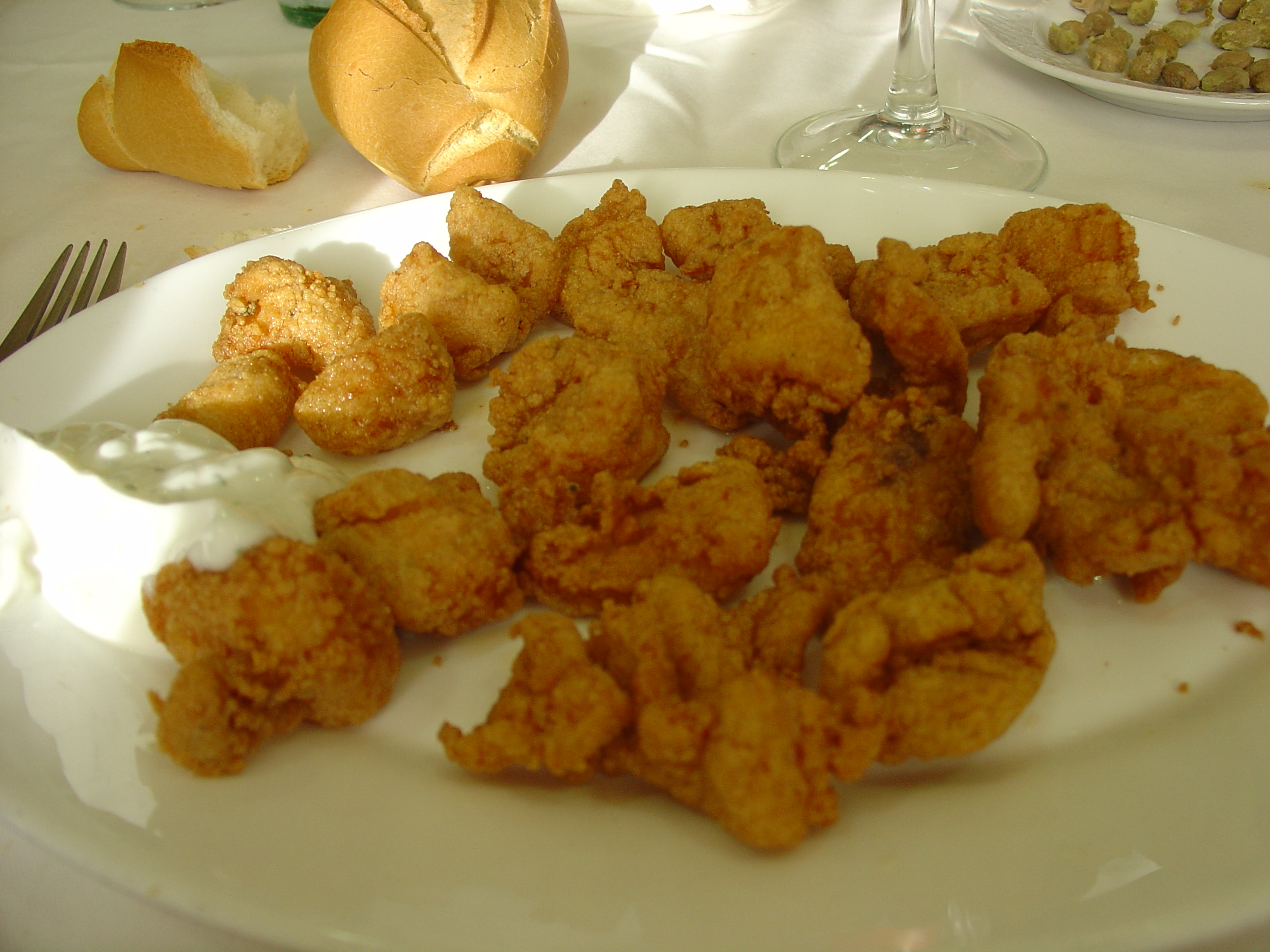
スペインのペスカード・アドバード（魚肉の漬け揚げ）

スペインでは、ニンニク、香辛料、酢、ハーブでマリネ液（アドボ）を作り、豚肉、イカ、魚を漬けてから蒸し煮や漬け焼き、フライにした料理を「○○・エン・アドボ」または「○○・アドバード（ダ）」（○○には素材名が入る）と呼ぶ。酢の代わりに白ワインを使うこともある。
アドボ料理はタパスあるいは主菜として供される。

### フィリピンのアドボ

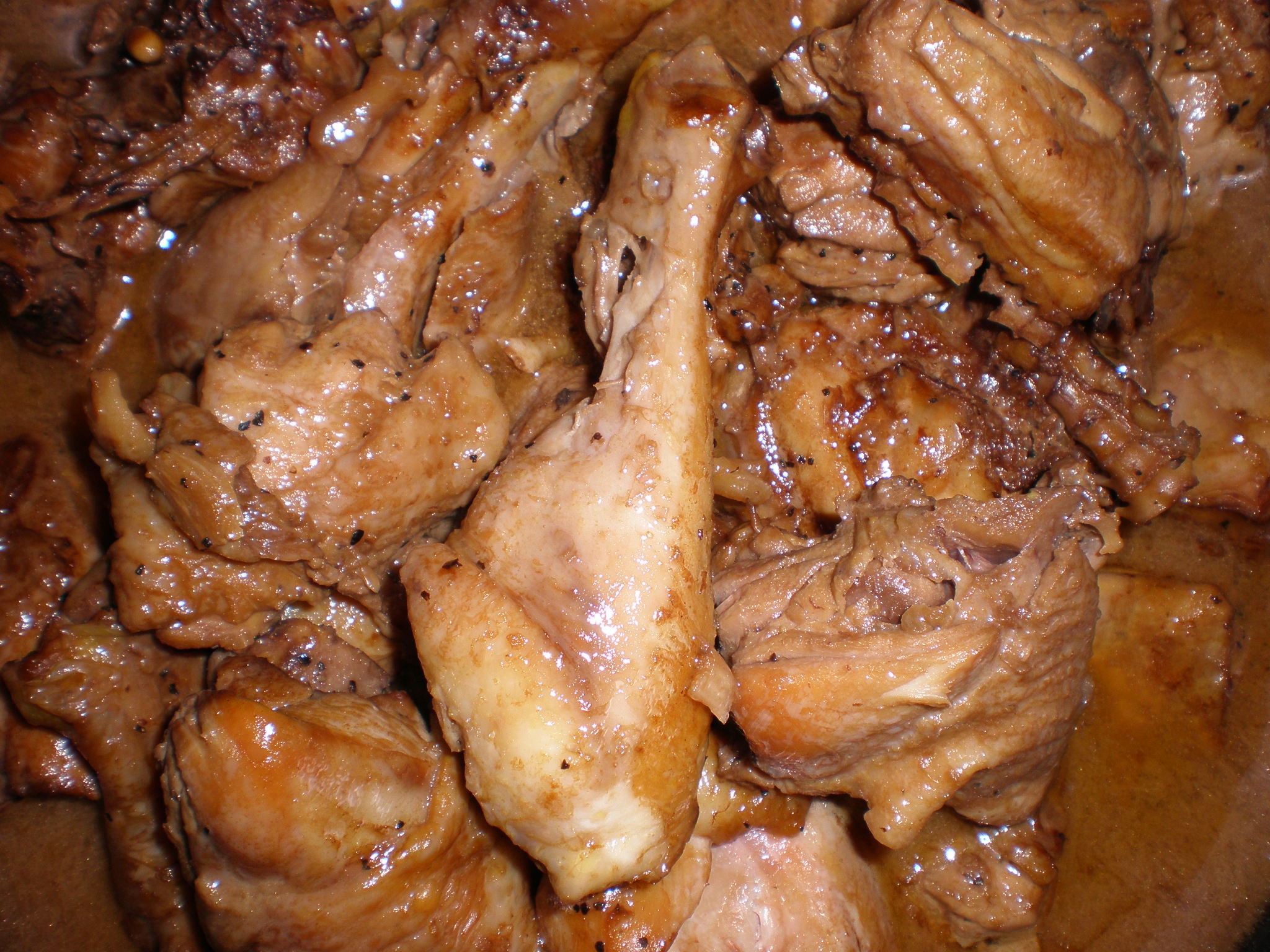
フィリピンの鶏のアドボ

アドボはフィリピンの代表的な家庭料理で、フィリピン人の国民食である。もともとスペイン料理のアドバード（肉の漬け焼き）を起源としている。材料は骨付きの鶏（手羽）か豚（豚足）のいずれかを使うのが代表的で、鶏肉と豚肉を両方使うこともある。また、ジャガイモ、ニンジン、タマネギ、タケノコなどの野菜やエビ、ゆで卵を具に加えることもある。多量の酢を用いた漬け汁に肉を漬け込むために肉が柔らかくなり、保存性が高まる。レシピは各家庭や店によってまちまちだが、味付けにはニンニク、ソイソースであるトヨかパティス、砂糖、粒の黒胡椒、ローリエなどを使うのが一般的である。日本のカレーライスのように、具と汁をご飯と同じ皿に盛ってスプーンとフォークで食べる。
レシピのバリエーションは非常に豊富で、煮汁を飛ばして日本料理の照り焼きのようにする例もあれば、シチューのように汁を残したものもある。獣肉ではなくイカを用いることも多く、この場合はイカ墨で煮汁が黒くなる。また、唐辛子で辛味を加えたものや、ココナッツミルクで煮込んで汁が白濁したもの、多量のグリーンピースと一緒に煮て汁が緑色をしたもの、牛肉や魚肉を用いるもの、ベニノキの種子を加えて汁に赤色がついたもの、ナスやエンサイ、オクラ、サヤインゲンなど野菜だけを煮たものもあり、外見も風味もまったく違う料理だが、いずれもアドボの一種である。共通しているのは、中心となる具材を酢に漬けて煮ることである。
豚肉のアドボが余ったら、煮汁と一緒に炒飯にしたり、スライスして焼き、白飯と卵料理に添えて朝食に食べたり、食パンにはさんでホットサンドにすることもある。
ハワイ料理のプレートランチのメニューにもよく使われる。

### メキシコとアメリカ合衆国のアドボ

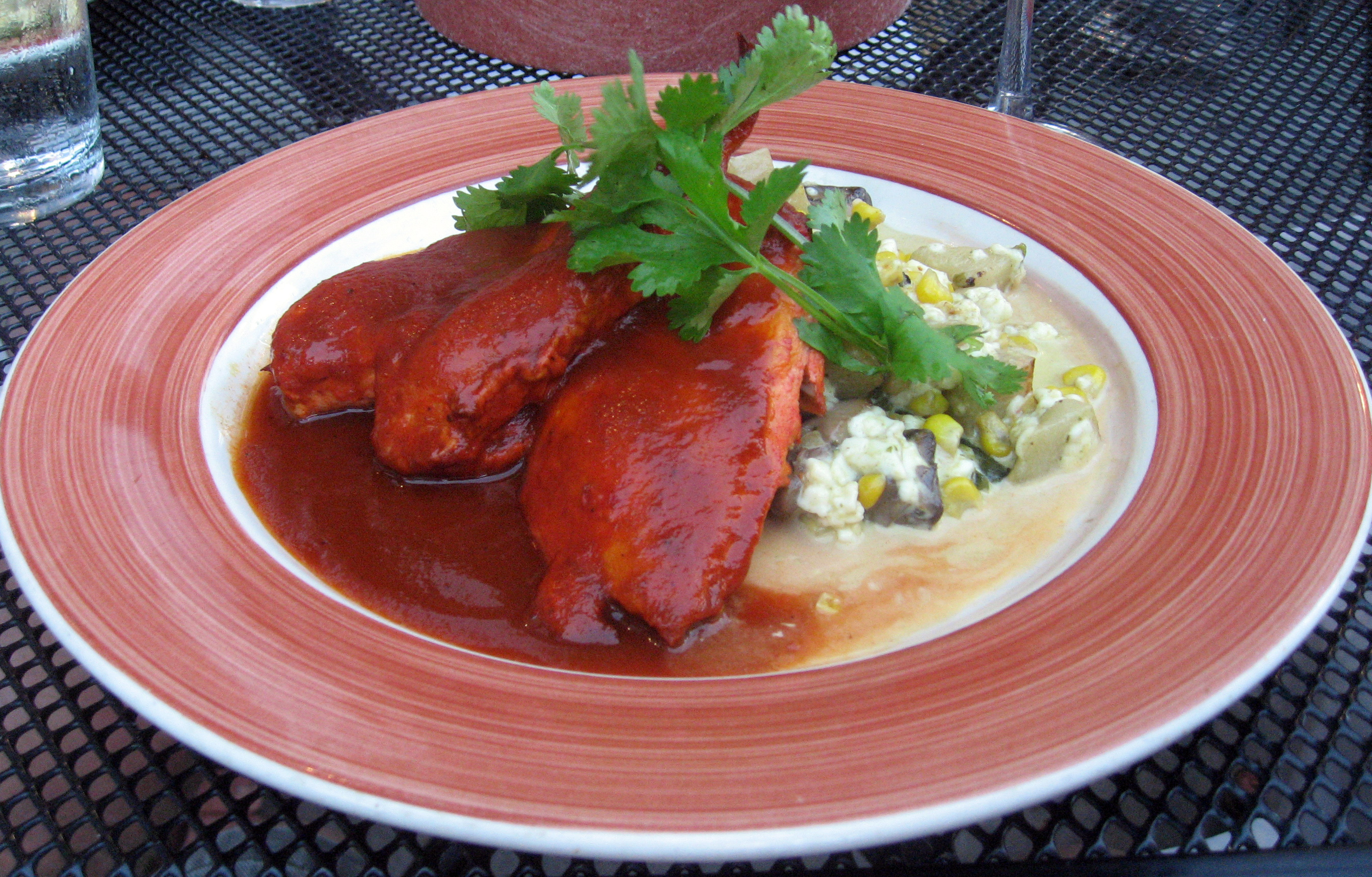
ペチュガ・アドバーダ（鶏胸肉の漬け焼き）

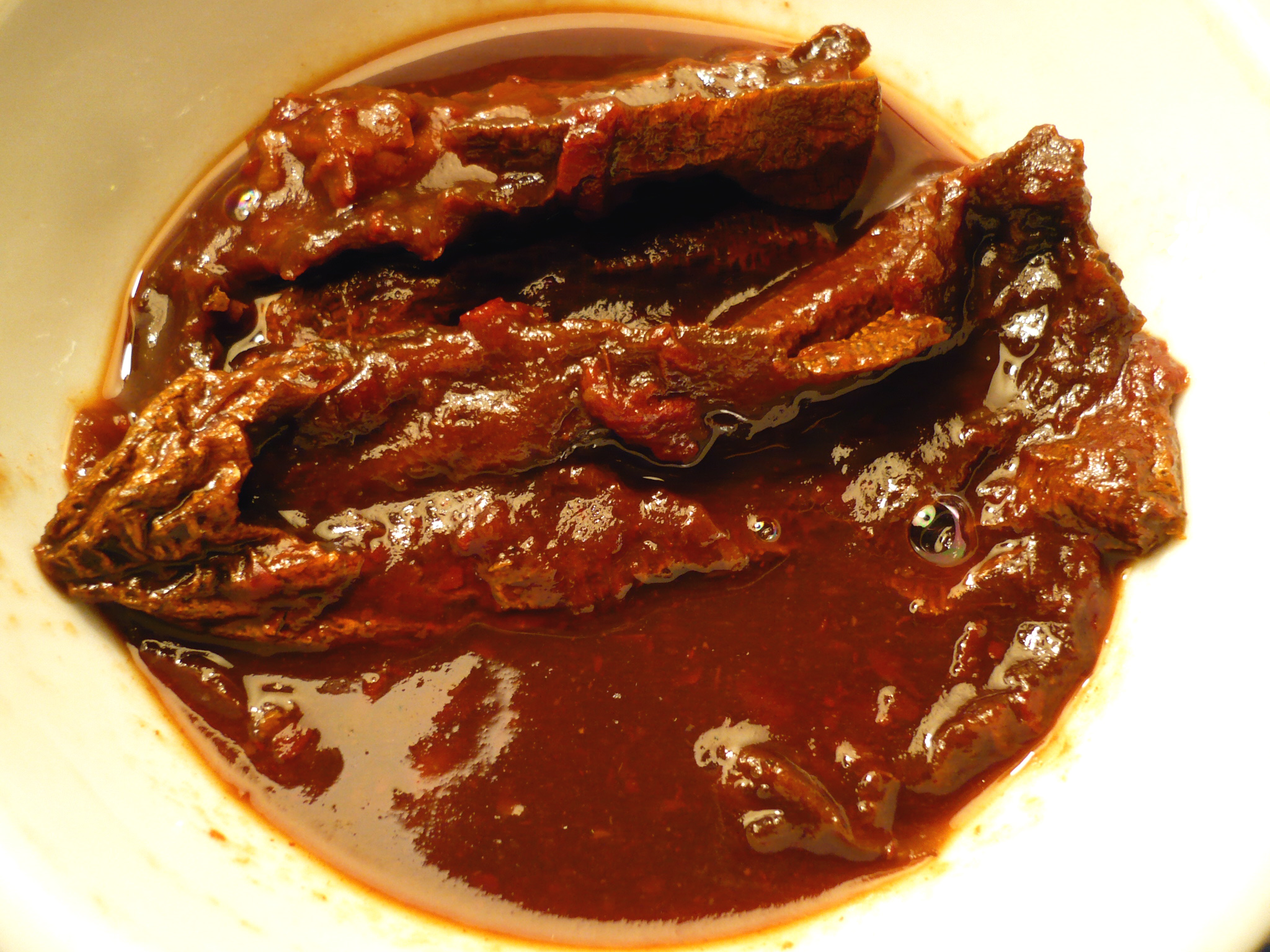
メキシコのチポトレのアドボ漬け

メキシコ北部とアメリカ合衆国のニューメキシコ州には、カルネ・アドバーダという肉（主に豚肉）の漬け焼き料理がある。漬け汁（アドボ）に中辛の赤唐辛子のピュレを大量に用いるのが特徴であり、酢は少量しか用いない。
メキシコ料理では、チポトレもアドボに漬けてから利用されることが多い。アドボに漬けたチポトレの缶詰も市販されている。